# 551
551 foi um ano comum do século VI que teve início e terminou a um domingo, segundo o Calendário Juliano. A sua letra dominical foi A.
| Ano completo                    |
| ------------------------------- |
| Ano comum com início ao domingo |

## Eventos
- Destruição da cidade de Beirute por um tremor de terra.